# Anatoli Volkov
Anatoli Volkov (8 de març de 1948) fou un tennista professional de la Unió Soviètica.
Va formar part de l'equip soviètic de Copa Davis i de la Universíada d'estiu de 1970.
Va participar en els Jocs Olímpics de Ciutat de Mèxic de 1968, on el tennis fou esport de demostració i exhibició. Va participar en quatre de les sis proves que es van disputar. En les proves de demostració no va aconseguir cap èxit destacat, ja que fou eliminat en primera ronda individual, mentre que en la prova de dobles masculins va arribar a quarts de final. En canvi, en les proves d'exhibició va guanyar una medalla de bronze en categoria de dobles masculins, mentre que en categoria individual va arribar a quarts de final. La seva parella en dobles masculins fou el seu compatriota Vladimir Korotkov.
En la part final de la seva carrera es va graduar en la Universitat Estatal de Moscou com a entrenador professional. Va entrenar l'equip soviètic de noies en la Helvetia Cup, que van guanyar el títol l'any 1983. Entre els anys 1986 i 1991 va capitanejar l'equip soviètic de Copa Federació, i el 1992 fou el capità del nou equip rus en desintegrar-se la Unió Soviètica.